# Pavel II.
Pavel II., rodným jménem Pietro Barbo (23. února 1417, Benátky – 26. července 1471, Řím) byl od roku 1464 až do své smrti papežem katolické církve (1464–1471).

## Život
Pietro Barbo se narodil 23. února 1417 v Benátkách do rodiny vlivných a bohatých patricijů. Jeho matka byla sestrou papeže Evžena IV. Díky němu se Pietro stal již roku 1440 jako třiadvacetiletý kardinálem a měl velký vliv za pontifikátů Mikuláše V. a Kalixta III.

## Papežem
Volební kapitulace, kterou si kardinálové vynutili na budoucím papeži Pavlovi II., byla ukázkou snahy kurie omezit vliv papežů a přenést ho na koncily či dokonce přímo na kardinálské kolegium. Pavel II. se zavázal pokračovat v bojích s Turky, zreformovat církev a konečně i svolat v nejbližší době všeobecný koncil. Pavel II. však dokázal kardinály převézt, před volbou totiž vše slíbil jen ústně a ihned po volbě donutil kardinály k poslušnosti. Papežství se opět vrátilo k absolutní monarchii římského pontifika.
Přesto však částečně splnil to, co ve své volební kapitulaci slíbil. Jedná se o papežovu účast na válce proti Turkům. Jeho řešení tohoto problému však bylo mnohem efektivnější než řešení nabízené předchozími papeži. Na rozdíl od přímé účasti na válce svoláváním vlastního vojska se Pavel II. raději soustředil na finanční podporu Uherského království.
Papežství se za jeho pontifikátu vojensky střetávalo nejen s protivníky na mezinárodním poli (Čechy, Turecká říše, ale i Francie), ale i na poli "vnitropolitickém", tj. v samotné Itálii, kde se jeho politickými konkurenty stali již tradiční protipapežské státy, jako byly Benátky, Neapolské království, či Florencie Lorenza I. Medicejského.

## Pavel II. a České království
V řešení otázek české reformace byl Pavel II. zpočátku mírnější a vstřícnější než jeho předchůdce. Brzy se však přidal k názorům kardinála Carvajala, který již roku 1448 navštívil Čechy a zablokoval volbu pražského arcibiskupa. Papež prohlásil Jiřího z Poděbrad r. 1466 za kacíře a podporoval Jiříkova konkurenta, uherského krále Matyáše Korvína.
Znak města Plzně se díky jeho listu z roku 1466 rozrostl o dvě části: dva zlaté svázané klíče ve stříbrném poli a o zbrojnoše, držícího polovinu černého orla ve zlatém poli. Šlo o papežskou odměnu za stálost ve víře a za nevpuštění královského vojska za městské hradby.

## Řím a Benátky
Pavel II. nebyl výrazně humanistický papež, nepřál humanistickým literátům. Oblíbil si však výtvarné umění, a zajímal se o historické památky, které nechával i aktivně vykopávat v zaniklých antických lokalitách. To mělo pochopitelně dobový ráz starožitnických výprav, nikoliv vědecký charakter výzkumu. Jejich zahájení a soubor nálezů však znamenaly základ papežských sbírek (pozdějších Vatikánských muzeí) a měly také vliv na budoucí umělecký a architektonický vývoj Říma.
Původem Benátčan, dbal Pavel II. na rozvoj rodného města. Při chrámu sv. Marka v Benátkách si dal vybudovat rezidenci - palác typu opevněného kastelu se dvěma nárožními věžemi s cimbuřím.
Miloval také zlatnictví a medailérství, které bylo v té době v počátcích svého rozvoje. Jako první papež si dal odlít instalační medaili se svým portrétem a zavedl post papežského medailéra, jímž pro něj i jeho nástupce byl Cristoforo di Geremia. Instalační medaile se při uvedení papeže do úřadu rozhazovaly mezi lid během jeho průvodu do Svatopetrské baziliky.

## Zajímavosti

### Pavel II. a humanismus
Pietro pocházel z rodiny, která se zabývala především obchodem. Rodiče z něho původně nechtěli mít kněze, měl pokračovat v rodinné tradici a stát se obchodníkem; tomu byla podřízena i jeho výchova. Když se však bratr jeho matky stal papežem (Evžen IV.), povolal synovce na svůj dvůr. Aby mohl zastávat církevní úřady, bylo třeba urychleně doplnit Pietrovo vzdělání. Latinský jazyk si však přes veškerou snahu osvojil jen nedokonale. K humanistickému studiu nepřilnul a klasickou ciceronskou latinu se nenaučil do smrti.
Během svého pontifikátu vypudil Pavel II. humanisty z papežských kanceláří a dal zavřít Římskou akademii (Accademia Romana), která sdružovala humanistické literáty, protože zašla příliš daleko v toleranci pohanských myšlenek. Zakázal také římským dětem studovat antické básníky, neboť by to na ně mohlo mít negativní vliv. Dle jeho názoru „děti nemají ještě ani deset let a znají, aniž by do školy chodily, už tisícerá darebáctví. Je si třeba domyslit, až budou číst Juvenala, Terentia, Plauta a Ovidia, budou plny tisíceré neřesti. Juvenal sice neřest zdánlivě haní, ale současně učí čtenáře neřest poznávat." Snažil se udržoval lid v nevědomosti, nabádal a přesvědčoval Římany, že bohatě stačí, když děti budou umět číst a psát.
Aby vzdálil občany od případných myšlenek na správu města, snažil se je sytit chlebem a hrami (panem et circenses). Říkal, že kde se lidé dobře baví, tam není vhodné prostředí pro demagogy a revolucionáře, pro vznik revoluční nálady. Proto podporoval různé lidové zábavy. Zvláště se zavděčil prostým lidem pořádáním veselého karnevalu, jenž trval několik dnů a byl spojen s mnoha závody; sám papež rozdával vítězům ceny. K závodům patřilo i jídlo a pití na stolech, které dal rozestavit na náměstí. Dle některých autorů však byly zábavy pořádány na účet římských Židů, kteří byli přinuceni tyto akce platit.
Pavlovy zásahy proti humanistům po jeho smrti rychle pominuly. Sixtus IV., jeho nástupce, již od počátku svého pontifikátu navazoval přátelské vztahy s kroužky humanistů. Obnovil Římskou akademii a znovu přijal humanistické literáty do papežských služeb.

### Záliba v nádheře a drahokamech
Pavel II. miloval nádheru. Utrácel velké částky za hedvábné šaty a závěsy, šperky, bronzové sochy, kameje a další umělecké předměty, sbíral mince a různé starožitnosti. Pořídil si v Římě krásný palác, Palazzo Venezia, kde od roku 1466 bydlel. Dal si zhotovit nádherná roucha i tiáru (papežskou korunu) ojedinělé krásy, která podle tehdejšího zdroje „převyšovala svou hodnotou jeden palác". Pavel II. si totiž přál zlatou tiáru, posetou drahokamy. Neznámý humanista ji připomíná v tomto dvojverší:
Di Paolo papa il capo è vuoto: è giusto
quindi che sia di gemme e d’oro onusto.

Hlava papeže Pavla je prázdná: je tedy správné,
aby byla obtěžkána drahokamy a zlatem.

Jeho vášeň pro krásné předměty se blížila posedlosti; rubíny a safíry si údajně bral i do postele.

### Okolnosti papežovy smrti
Dne 26. července 1471 předsedal šest hodin papežské konzistoři, pak šel poobědvat do zahrady, kde si pochutnával na oblíbených melounech. Pozdě večer poskytoval podle svého zvyku audience, ty však musely být přerušeny, protože se mu udělalo nevolno. Poté asi za hodinu zemřel. Lékaři usoudili, že byl raněn mozkovou mrtvicí, což snad mohlo souviset s tím, že dlouho seděl v zahradě s nepokrytou hlavou.
Kolem papežova skonu se však vyrojily různé pověsti. Bylo vysloveno podezření, že byl otráven, přičemž jed mohl být v melounech, které snědl odpoledne před smrtí. Podle lidové legendy ho uškrtil duch, uvězněný v jednom z jeho četných prstenů. A podle další verze byl homosexuál a zemřel na srdeční infarkt během pohlavního styku s jedním ze svých oblíbených chlapců.